# Aleksandr Aleksándrovich Fiódorov
Aleksandr Aleksándrovich Fiódorov (en ruso: Александр Александрович Фёдоров; 24 de noviembrejul./ 7 de diciembre de 1906greg. - 1982) fue un botánico ruso.

## Biografía
Nació en Tver, en el seno de una familia de jardineros. Era hermano de Andréi Aleksándrovich Fiódorov (1909-1987). Su educación superior en su ciudad natal - Instituto Pedagógico de Tver - graduándose en 1929. En 1929 se trasladó a Leningrado; hasta 1934 trabajó en el Instituto Unión de Botánica Aplicada y Nuevos Cultivos (desde 1930 el Instituto se nombró Instituto Vegetal de la URSS, hoy Instituto federal de Vegetaes Vavilov) incluidas sus sucursales Sujumi y Lankaran.
En 1934 creó el Instituto Botánico de la URSS (1940 - Instituto Botánico Komarov), donde trabajó hasta su muerte. Durante la guerra, en 1942, se unió al Partido Comunista. Desde 1947 - Director Adjunto, y en el bienio 1962-1976 Director del Instituto.
En 1955, firmó la "carta de los trescientos", dirigida al Presidium del Comité Central del PCUS, criticando las actividades de Trofim Lysenko y la evaluación general del estado de la biología en la Unión Soviética. La letra fue compuesta por un gran grupo de científicos soviéticos y en última instancia condujo a la renuncia de Lysenko como presidente de Ciencias Agrícolas.

## Algunas publicaciones

### Libros
- 1974. Chromosome numbers of flowering plants. 926 pp.

## Honores
- 26 de junio de 1964: miembro correspondiente de la Academia Rusa de Ciencias en el Departamento de Biología General
- La abreviatura «Al.Fed.» se emplea para indicar a Aleksandr Aleksándrovich Fiódorov como autoridad en la descripción y clasificación científica de los vegetales.[2]